# Europäische Olympische Winter-Jugendtage 1997
Die Europäischen Olympischen Winter-Jugendtage 1997 fanden vom 7. bis zum 13. Februar in Sundsvall in Schweden statt.

## Sportarten
Es wurden 27 Wettkämpfe in 6 Sportarten ausgetragen. Erstmalig wurden Wettkämpfe im Eisschnelllauf und Eishockey ausgetragen, Biathlon kehrte ins Programm zurück.
- Biathlon
- Eishockey
- Eiskunstlauf
- Eisschnelllauf
- Shorttrack
- Ski Alpin
- Skilanglauf

## Medaillenspiegel
| Platz  | Mannschaft     | Gold | Silber | Bronze | Gesamt |
| ------ | -------------- | ---- | ------ | ------ | ------ |
| 1      | Russland       | 7    | 5      | 3      | 15     |
| 2      | Schweden       | 7    | 4      | 1      | 12     |
| 3      | Italien        | 6    | 5      | 2      | 13     |
| 4      | Niederlande    | 2    | 2      | 3      | 7      |
| 5      | Österreich     | 1    | 3      | 2      | 6      |
| 6      | Frankreich     | 1    | 2      | 2      | 5      |
| 7      | Deutschland    | 1    | 1      | 1      | 3      |
| 8      | Norwegen       | 1    | –      | 1      | 2      |
| 8      | Schweiz        | 1    | –      | 1      | 2      |
| 10     | Tschechien     | –    | 2      | 1      | 3      |
| 11     | Polen          | –    | 1      | 2      | 3      |
| 12     | Finnland       | –    | 1      | 1      | 2      |
| 13     | Georgien       | –    | 1      | –      | 1      |
| 14     | Ukraine        | –    | –      | 2      | 2      |
| 15     | Großbritannien | –    | –      | 1      | 1      |
| 15     | Rumänien       | –    | –      | 1      | 1      |
| 15     | Slowakei       | –    | –      | 1      | 1      |
| 15     | Slowenien      | –    | –      | 1      | 1      |
| 15     | Spanien        | –    | –      | 1      | 1      |
| Gesamt | Gesamt         | 27   | 27     | 27     | 81     |